# Elmo de presa de javali

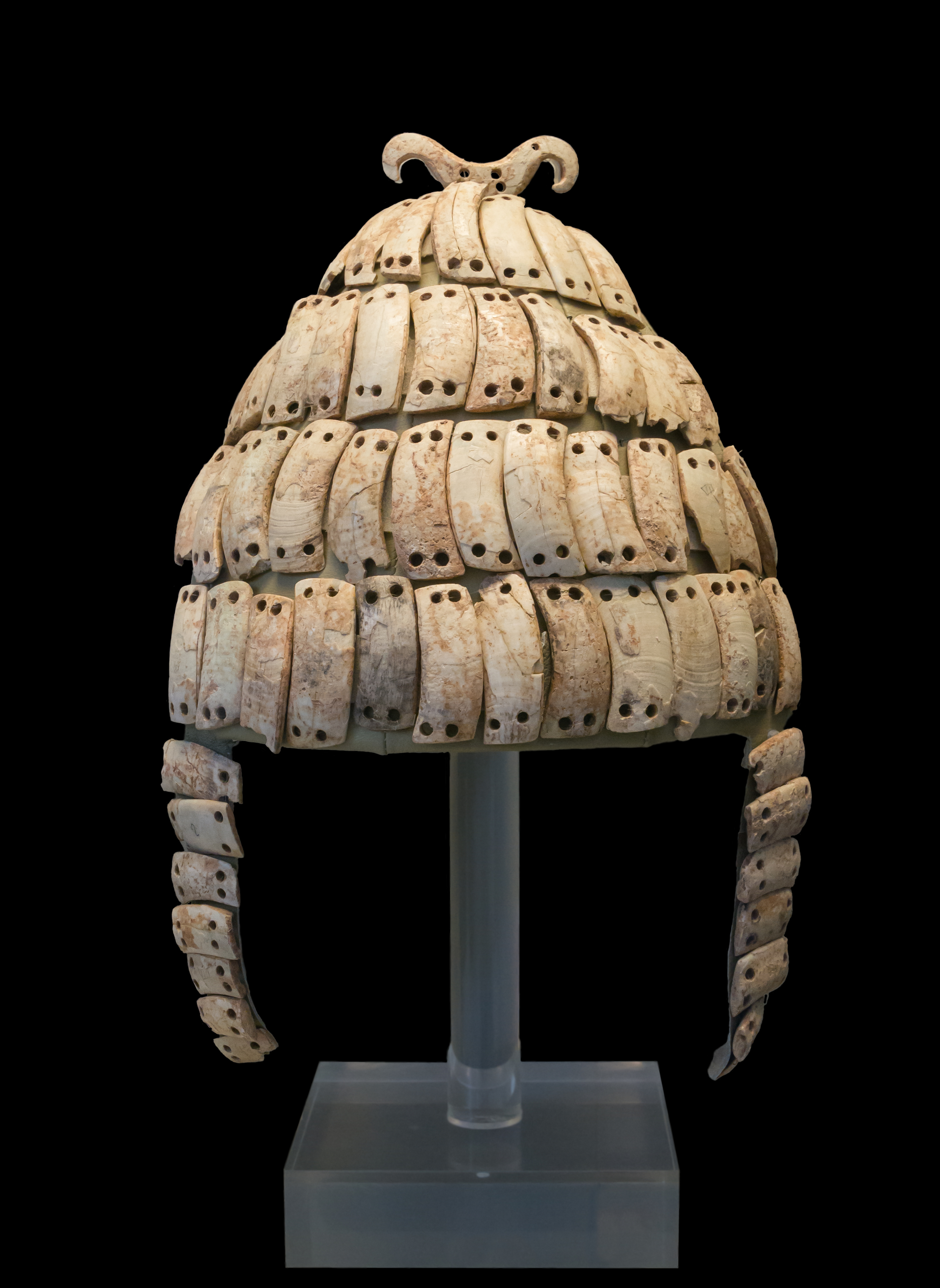
Capacete grego micênico da presa de javali de Micenas, século XIV aC. Em exibição no Museu Arqueológico Nacional de Atenas

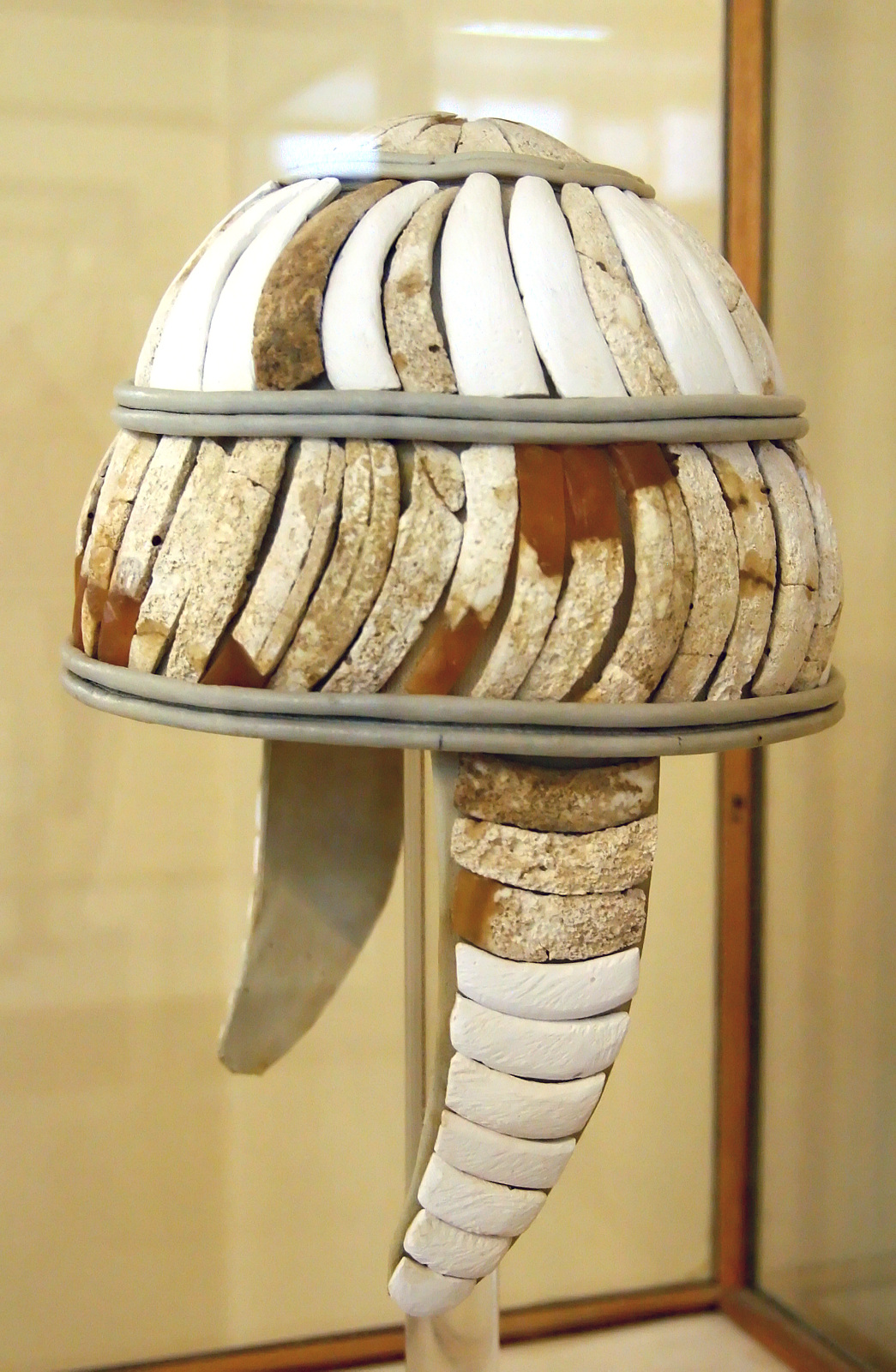
Capacete de presa de javali, Museu Arqueológico de Heraclião

Os elmos que usavam marfim das presas de javalis eram conhecidos no mundo micênico desde o século XVII aC (túmulo de poço, Micenas) até o século X aC (Elateia, Grécia Central). O elmo era feito com o uso de lascas de presas de javali, fixadas a uma base de couro, acolchoada com feltro, em fileiras. Uma descrição do capacete de presa de um javali aparece no livro dez da Ilíada de Homero, enquanto Odisseu está armado para um ataque noturno a ser realizado contra os troianos.

| Μηριόνης δ' Ὀδυσῆϊ δίδου βιὸν ἠδὲ φαρέτρην καὶ ξίφος, ἀμφὶ δέ οἱ κυνέην κεφαλῆφιν ἔθηκε ῥινοῦ ποιητήν: πολέσιν δ' ἔντοσθεν ἱμᾶσιν ἐντέτατο στερεῶς: ἔκτοσθε δὲ λευκοὶ ὀδόντες ἀργιόδοντος ὑὸς θαμέες ἔχον ἔνθα καὶ ἔνθα εὖ καὶ ἐπισταμένως: μέσσῃ δ' ἐνὶ πῖλος ἀρήρει. | Cede Merion a Ulisses o terçado, Coldre e arco, e de pele um capacete Que, de rígidos loros dentro o forro, De javali tem fora os brancos dentes, Em reforço com arte à roda apostos, E feltro espesso o fundo lhe guarnece. |  |

Fragmentos de marfim que poderiam ter vindo de capacetes desse tipo foram descobertos em locais micênicos (em Dendra, por exemplo, foram encontrados fragmentos ao lado da panóplia de bronze escavada em 1960) e uma placa de marfim, também de um local micênico, representa um elmo desse tipo. Embora não ofereçam uma proteção tão boa quanto um capacete de metal, eles podem ter sido usados por alguns líderes como símbolo de status ou meio de identificação.
Homero especifica que o elmo dado por Meríones a Odisseu era uma herança, transmitida através das gerações, um detalhe que talvez sugira seu valor. Embora o número de presas necessárias para fabricar um capacete inteiro varie – pode ser necessário qualquer coisa de 40 a 140 – estimou-se que quarenta a cinquenta javalis precisariam ser mortos para fabricar apenas um elmo.